# Cepav Due
Cepav Due - Consorzio Eni Per l'Alta Velocità Due è il consorzio che si occupa della progettazione e della realizzazione della Linea Ferroviaria ad Alta Velocità Milano-Verona. 

## Storia
Nasce il 19 luglio 1991 fondato da Snamprogetti (35%), Aquater (5%), Saipem (12%), Ferrocemento Costruzioni e Lavori Pubblici Spa (poi Condotte d'Acqua) (12%), Fioroni Costruzioni (12%), Impresa Costruzioni G. Maltauro (12%), Todini Costruzioni Generali (12%).
Nell'ottobre 1991 sottoscrive con TAV S.p.A. la convenzione per la progettazione e la realizzazione della linea ad alta velocità Milano - Verona.
La Legge 388/2000 revoca a Cepav Due la concessione per i lavori non ancora iniziati, ma la successiva Legge 166/2002 ripristina il contratto.
Nel 2001, Garboli Conicos entra in Cepav Due, acquistando Fioroni Ingegneria. Con l'arrivo del 2003, Impresa Pizzarotti & C. SpA rileva da Todini la partecipazione in Cepav Due, salendo al 24% nel 2005 dopo aver acquisito proprio Garboli Conicos.
Nel 2007, con Legge 40 viene disposta la revoca della concessione con TAV nel 1991 perché affidata senza gara. Cepav Due promuove ricorso al Tar del Lazio avverso la decisione del Governo con il tribunale che rimanda gli atti alla Corte di Giustizia Europea.
L'Avvocato della Corte di Giustizia Europea ha riconosciuto la legittimità degli atti del Governo, per cui Cepav Due instaura un contenzioso con RFI per i danni subiti a seguito dello scioglimento del contratto. Nel 2010 un Lodo tra le parti conferma la validità della convenzione, anche sulla scorta della Legge 133/2008.
Consegna la tratta Milano-Treviglio nel 2007 e la Treviglio-Brescia nel 2016.
Nel giugno 2018 RFI e Cepav Due siglano il contratto per la costruzione del tracciato Brescia-Verona per un importo di 1.64 miliardi a fronte di un valore totale dell'opera di 2.16 miliardi.

## Soci[17]
- Saipem - 59,09%
- Impresa Pizzarotti & C. - 27,27%
- ICM Maltauro - 13,64%